# バッサーノ・ヴィルトゥス55ST
バッサーノ・ヴィルトゥス55ST（Bassano Virtus 55 Soccer Team）はイタリア・ヴェネト州バッサーノ・デル・グラッパを本拠地としていたサッカークラブチーム。2017-18シーズンはセリエCに所属していた。
イタリアの有名アパレルメーカーであるディーゼルの創業者レンツォ・ロッソが、クラブオーナーを務めていた。クラブ名の「55」は、彼の生まれた1955年に由来している。また、「カルチョ」や「フットボール」ではなく、アメリカ英語の「サッカー」（Soccer）をクラブ名に冠しているイタリアでは数少ないクラブであった。

## 歴史
1920年、ACバッサーノ（Associazione Calcio Bassano）として創設。1968年に同じ町のクラブ、ACヴィルトゥス（Associazione Calcio Virtus）と合併し、ACバッサーノ・ヴィルトゥス（Associazione Calcio Bassano Virtus）となった。1996年から、現在のクラブ名を名乗っていた。
長らくアマチュアリーグでの戦いが続いていたが、2004-05シーズンにセリエD・ジローネCで優勝し、セリエC2昇格を決めた。2007-08シーズンにはコッパ・イタリア・セリエCで優勝。2009-10シーズン、レガ・プロ・セコンダ・ディヴィジオーネ（旧C2）・ジローネBで7位ながらも、財政問題などでリーグから除外されるクラブが多発したことで、プリマ・ディヴィジオーネ昇格を決めた。2018年には経営破綻したヴィチェンツァ・カルチョと合併し、LRヴィチェンツァ・ヴィルトゥス（L.R. Vicenza Virtus）となった。

## タイトル

### 国内タイトル
- コッパ・イタリア・セリエC：1回
  - 2007-08
- スーペルコッパ・ディ・レガ・ディ・セコンダ・ディヴィジオーネ：1回
  - 2013-14
- スクデット・ディレッタンティ：1回
  - 2004-05

### 国際タイトル
なし

## 過去の成績
- 2000-01 セリエD・ジローネC 10位
- 2001-02 セリエD・ジローネC 8位
- 2002-03 セリエD・ジローネC 2位
- 2003-04 セリエD・ジローネC 6位
- 2004-05 セリエD・ジローネC 1位 C2昇格
- 2005-06 セリエC2・ジローネA 12位
- 2006-07 セリエC2・ジローネA 5位
- 2007-08 セリエC2・ジローネB 2位
- 2008-09 レガ・プロ・セコンダ・ディヴィジオーネ・ジローネB 4位
- 2009-10 レガ・プロ・セコンダ・ディヴィジオーネ・ジローネB 7位 プリマ昇格
- 2010-11 レガ・プロ・プリマ・ディヴィジオーネ・ジローネA 11位
- 2011-12 レガ・プロ・プリマ・ディヴィジオーネ・ジローネA 18位 セコンダ降格
- 2012-13 レガ・プロ・セコンダ・ディヴィジオーネ・ジローネA 4位
- 2013-14 レガ・プロ・セコンダ・ディヴィジオーネ・ジローネA 1位
- 2014-15 レガ・プロ・ジローネA 2位
- 2015-16 レガ・プロ・ジローネA

## 歴代監督
- ジュゼッペ・ピッロン 1993-1994
- アントニーノ・アスタ 2014-

## 歴代所属選手
- カルロ・ネルボ 1988-1989, 1990-1991